# Аркарт
Замок Аркарт (англ. Urquhart Castle, гэльск. Caisteal na Sròine) — средневековый замок на берегу озера Лох-Несс в горах Шотландии. Замок находится на шоссе A82, в 21 км к юго-западу от города Инвернесс и в 2 км к востоку от деревни Драмнадрохит.

## История
Руины замка датируются XIII—XVI веками, хотя этот замок был построен на месте раннесредневекового укрепления. Основанный в XIII веке, замок Аркарт сыграл большую роль в войнах за независимость Шотландии в XIV веке. Впоследствии замок стал королевским и несколько раз был захвачен графами Росс из клана Макдональдов. В 1509 году замок был пожалован клану Грант, хотя клан Макдональдов по-прежнему претендовал на владение замком. Несмотря на последующие набеги замок был укреплен и пришел в запустение только в середине XVII века. В 1692 году, когда отряд якобитов осаждал замок, он был частично взорван и впоследствии разрушен. В XX веке замок был передан на попечение государства и открыт для публики: Аркарт является одним из наиболее посещаемых замков в Шотландии.
Замок, расположенный на мысе с видом на Лох-Несс, является одним из крупнейших в Шотландии. Вход в замок, находившийся с западной стороны, был защищен рвом и подъемным мостом. Кроме того, со стороны берега замок был окружен двойной каменной оградой. В Северной ограде или Нижнем дворе замка сохранилось много практически неповрежденных строений, в том числе сторожка, и пятиэтажная Башня Гранта в северной части замка. В районе Южной ограды или Верхнего двора замка, располагавшейся на возвышении, остались лишь руины более ранних построек.
Более половины путешественников, которые посещают замок Аркарт, привлекает известная на весь мир легенда о мифическом существе, обитающем в водах озера Лох-Несс.